# Giro d’Italia 1919

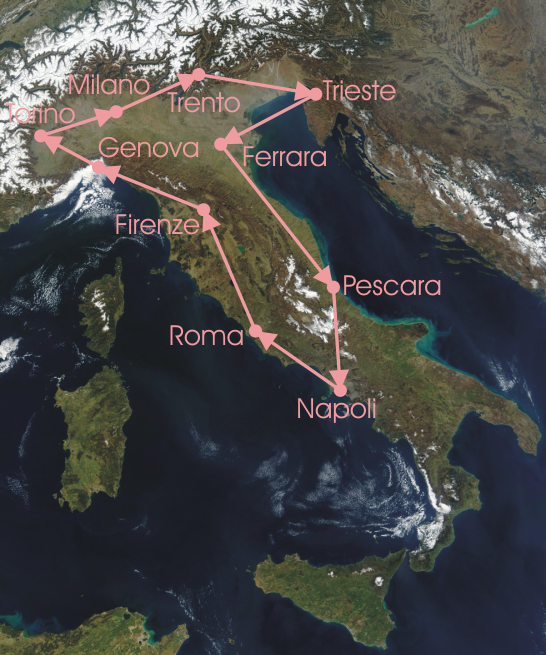
Streckenverlauf des Giro

Der 7. Giro d’Italia fand vom 21. Mai bis 8. Juni 1919 statt und war der erste Giro nach dem Ersten Weltkrieg. Das Radrennen bestand aus 10 Etappen mit einer Gesamtlänge von 2.984 Kilometern.
Von 66 Teilnehmern erreichten nur 15 das Ziel. Costante Girardengo errang seinen ersten Giro-Sieg vor dem „ewigen Zweiten“ Gaetano Belloni. Mit Marcel Buysse aus Belgien war erstmals ein Ausländer auf dem Podium.

## Etappen
| Etappen    | Start – Ziel      | km  | Etappensieger       | Maglia Rosa         |
| ---------- | ----------------- | --- | ------------------- | ------------------- |
| 1. Etappe  | Mailand – Trient  | 302 | Costante Girardengo | Costante Girardengo |
| 2. Etappe  | Trient – Triest   | 334 | Costante Girardengo | Costante Girardengo |
| 3. Etappe  | Triest – Ferrara  | 282 | Oscar Egg           | Costante Girardengo |
| 4. Etappe  | Ferrara – Pescara | 411 | Ezio Corlaita       | Costante Girardengo |
| 5. Etappe  | Pescara – Neapel  | 312 | Gaetano Belloni     | Costante Girardengo |
| 6. Etappe  | Neapel – Rom      | 203 | Costante Girardengo | Costante Girardengo |
| 7. Etappe  | Rom – Florenz     | 350 | Costante Girardengo | Costante Girardengo |
| 8. Etappe  | Florenz – Genua   | 261 | Costante Girardengo | Costante Girardengo |
| 9. Etappe  | Genua – Turin     | 277 | Costante Girardengo | Costante Girardengo |
| 10. Etappe | Turin – Mailand   | 277 | Costante Girardengo | Costante Girardengo |